# 古斯塔沃·弗兰茨·斯基亚沃林
古斯塔沃·弗兰茨·斯基亚沃林（Gustavo Franchin Schiavolin，1982年2月19日—），习称古斯塔沃（Gustavo），是一名巴西职业足球运动员，司职后卫。

## 俱乐部生涯
2007年4月，巴西交通体育市场（Traffic Sports Marketing）公司通过巴西体育获得古斯塔沃的球员注册权， 之后长期将他租借在外。
2007年5月1日租借到帕尔梅拉斯一年，2008年随队获得圣保罗州联赛冠军。
2008年8月，和巴西体育续约至2011年12月31日，并且将他在帕尔梅拉斯的租约延长到2009年12月31日。
2009年1月29日，和帕尔梅拉斯提前终止租借合同，转租克鲁塞罗一年。
2010年1月1日，古斯塔沃和巴西体育的合同延长到2012年9月1日，同一天租借到瓦斯科达伽马一年。
2010年7月27日，古斯塔沃租借到意大利足球甲级联赛升班马莱切一年。 莱切拥有在2011年夏季以70万欧元至80万欧元的身价买断他的权利。
2011年7月2日，古斯塔沃回到巴西，和巴西体育的合同再延长一年半，同时租借到博塔福戈。
2012年1月，租借加盟葡萄牙人。
2013年2月，古斯塔沃加盟中国足球超级联赛球队青岛中能。